# جيل رابع متقدم (شبكات اتصال)
الجيل الرابع المتقدم للشبكات الخلوية (بالإنجليزية: LTE Advanced)‏ هو معيار اتصالات محمول وتحسين كبير لمعيار التطور طويل الأمد (LTE)، قُدِّم رسميًا كمرشح 4G إلى قطاع تقييس الاتصالات في أواخر عام 2009 لتلبية متطلبات المعيار الدولي للاتصالات المتنقلة المتقدمة، ثم تم توحيد معاييره بواسطة مشروع شراكة الجيل الثالث (3GPP) في مارس 2011.

## نظرة عامة

معايير الشبكة الخلوية والجدول الزمني للتوليد.

تم اقتراح تنسيق LTE+ لأول مرة بواسطة إن تي تي دوكومو اليابانية واعتُمد كمعيار دولي.